# William Hay (10e comte d'Erroll)
Pour les articles homonymes, voir William Hay et Hay.
William Hay, 10e comte d'Erroll (avant 1597 - 7 décembre 1636) est un noble écossais.

## Biographie
Il est le fils aîné de Francis Hay et de sa troisième épouse,  Elizabeth, fille de William Douglas (en).
Il est connu sous le nom de Lord Hay. En janvier 1611, avec le comte de Pembroke et Lord Windsor, il escorte un diplomate français, le maréchal de Laverdin, de Croydon à Lambeth .
Il accède au comté après la mort de son père en 1631. Il devient membre du Conseil privé le 28 mai 1633. Il succède également au titre de Lord High Constable of Scotland et participe au couronnement écossais du roi Charles Ier de l'abbaye de Holyrood le 18 juin 1633.
Le comte mène un style de vie si extravagant qu'il est contraint de vendre les terres homonymes de la famille à Errol, qui avaient été accordées à ses ancêtres par le roi Guillaume le Lion au XIIe siècle.

## Mariage et descendance
En septembre 1618, il épouse Anne Lyon, fille de Patrick Lyon et d'Anne Murray. Ils ont :
1. Gilbert Hay (13 juin 1631 – 1674)
2. Margaret, mariée en 1638 à Henry Ker, fils de Robert Ker ; puis en 1644 à John Kennedy (en)[4].